# 동부베통
동부베통(Bettongia gaimardi)는 쥐캥거루과에 속하는 포유류의 일종으로 오스트레일리아 남동부와 태즈메이니아 동부 지역을 포함한 자연 서식지에 분포한다. 남방베퉁(southern bettong) 또는 태즈메이니아베퉁(Tasmanian bettong)로도 알려져 있다.

## 하위 분류
이전에 알려진 2종의 아종은 태즈메이니아베퉁(Bettongia cuniculus)과 동부베통(Bettongia gaimardi)으로 1967년 웨이크필드(Wakefield)가 기술했다.
- 태즈메이니아베퉁 (Bettongia gaimardi cuniculus)
- † 대륙동부베통 (Bettongia gaimardi gaimardi)

오스트레일리아에 도입된 붉은여우와 굴토끼때문에 1920년대 동안에 대륙동부베통은 멸종했다. 태즈메이니아베퉁은 아직 존재한다. 2012년 기준으로, 작은 개체군이 대륙 캔버라에 재도입되어 있으며, 잘 나타나고 있다.